# Beckley
Beckley je město v okresu Raleigh County ve státě Západní Virginie ve Spojených státech amerických. Jde o deváté nejlidnatější město v Západní Virginii a jedno z nejvýznamnějších měst v její jižní části. 
K roku 2020 zde žilo 17 286 obyvatel. S celkovou rozlohou 25 km² byla hustota zalidnění 703 obyvatel na km². Založeno bylo v roce 1838. Dominujícím byla ve městě dlouho těžba uhlí, které se v oblasti nacházelo. Sídlí zde West Virginia University Institute of Technology a tržiště Tamarack Marketplace. Ve městě se narodil senátor za stát Delaware Tom Carper.